# Vägmarkeringar
Vägmarkeringar finns på de flesta vägar. Det kan saknas på mindre vägar, särskilt gator i tätort och grusvägar. Vägmarkeringarna har olika betydelser som upplyser trafikanterna om vilka villkor som gäller i trafiken.

## Allmänt
Vägmarkeringar i Europa följer en viss enhetlig europeisk standard, nämligen FN:s Konvention om vägmärken och signaler. Den nuvarande versionen gäller från 1968 med tillägg fram till 1995, för de länder som undertecknat konventionen, vilket de flesta länder i Europa har gjort. De skillnader som finns mellan länder är ganska små. 
I Sverige finns reglerna för vägmarkeringar förtecknade i och reglerade genom Vägmärkesförordningen (2007:90).

## Historia
Den första vägmarkeringen i världen gjordes i Trenton i Michigan i USA, år 1911, då en vit mittlinje målades. Efter hand målades linjer på fler ställen i USA, oftast i kurvor där folk genade. I England målades några sådana mittlinjer 1914, först i Europa. Linjer började bli vanliga på 1920-talet, och började förekomma i fler länder. 1926 införde Storbritannien regler om att linjer skulle målas. Vita linjer var vanligast. I USA var tidigare vitt vanligast, men gult förekom också. 1971 beslutade man i USA att alla mittlinjer skulle vara gula.

## Mittlinje och körfältslinje
Detta är en mittlinje. Trafikanter får köra över på andra sidan om denna mittlinje men detta sker på egen risk då det oftast kan förekomma mötande trafik på vänster sida om denna mittlinje.
Förhållandet är på den första bilden 1:3 mellan dellinjen och mellanrummet vilket i Sverige visar att detta är en väg där hastighetsgränsen är minst 70 km/h om inget annat anges. Det är inte lagligt bindande, hastighetsgränsen kan vara lägre. Den kan till exempel sänkts utan att ommålning skett. Denna typ av mittlinjer benämns ofta som tre plus nio-linjer eftersom dellinjen är tre meter lång och mellanrummet nio meter långt.

Karta som beskriver mittlinjens färg.

Detta är en mittlinje som betyder samma sak regelmässigt som den föregående. Skillnaden mellan dellinjen och mellanrummet är här 1:1 vilket i Sverige visar att detta är en väg där hastighetsgränsen är 50 km/h eller lägre om inget annat anges.
Mittlinje med längdförhållandet 1:1 förekommer även på dubbelriktade cykelbanor. Denna typ av mittlinjer benämns ofta som tre plus tre-linjer eftersom dellinjen är tre meter lång och mellanrummet tre meter långt. 
Körfältslinjer skiljer filer i samma riktning åt och har i Sverige likadan linje som mittlinje, om den inte är heldragen, som i så fall är enkel om det är en körfältslinje.
Mittlinjer kan variera något i utformning mellan olika länder. Mittlinjer är vita i majoriteten av världens länder, bland annat i Sverige. Mittlinjer är gula bland annat i Norge, vissa delar av Kanada, USA, Mexiko och Brasilien.
Körfältslinjer är dock vita i Norge, Kanada och USA.

## Varningslinje
Detta är en varningslinje. Denna visar att det visserligen är tillåtet för trafikanter att köra över på andra sidan om denna linje men att detta inte rekommenderas. Detta kan till exempel bero på att sikten är något skymd. Förhållandet mellan dellinje och mellanrummet är 3:1. Vägmarkeringen kan också varna för att heldragen linje kommer längre fram. Om vägen är smalare än 7 meter så används varningslinjer istället för spärrlinjer.

## Spärrlinje

Väg med enkel spärrlinje.

Väg med dubbel spärrlinje.

Spärrlinje är heldragna mittlinjer i vägar. Spärrlinjen kan vara enkel eller dubbel. Det första fallet innebär en heldragen linje. Det andra innebär två parallella heldragna linjer. Ensamma spärrlinjer får aldrig passeras med fordonet. När en mittlinje eller varningslinje löper längs spärrlinjen är det dock tillåtet för fordon i den ena körriktningen.

## Heldragen linje
Detta är en heldragen linje. Denna markering talar om att det är förbjudet för trafikanter att med något hjul köra över på andra sidan om denna linje. I Sverige används de inte som mittlinje (i stället används någon av de tre följande linjekombinationerna), däremot som körfältslinjer som skiljer filer i samma riktning. Heldragen linje används också som kantlinje, i Sverige bara på mötesfria vägar, men i många andra länder på de flesta vägar. I Finland är den heldragna linjen gul.

## Mittlinje och heldragen linje
Detta är en heldragen linje för trafikanter i den ena körriktningen. Denna visar att det är förbjudet för trafikanter i den ena körriktningen (i exemplet fordon på den undre körbanan) att med något hjul köra över på andra sidan om denna linje. För trafikanter i den andra körriktningen är detta tillåtet men sker på egen risk.

## Varningslinje och heldragen linje
Detta är en heldragen linje för trafikanter i den ena körriktningen. Denna visar att det är förbjudet för trafikanter i den ena körriktningen (i exemplet fordon på den undre körbanan) att med något hjul köra över på andra sidan om denna linje. För trafikanter i den andra körriktningen är detta tillåtet men detta rekommenderas inte.

## Dubbel heldragenlinje
Detta är en dubbel heldragen linje. Det är förbjudet för fordon att med något hjul köra till vänster om denna linje. Det är dock tillåtet att korsa linjen vid exempelvis vänstersväng från en utfart. Det är också tillåtet att köra över linjen om ett fordon står stilla och blockerar vägen.

## Markering för reversibelt körfält
En dubbel linje som avgränsar körfält som upplåts för trafik omväxlande i den ena och i den andra färdriktningen. Markeringen har längdförhållandet 1:1 mellan dellinje och mellanrum.

## Linje för reserverat körfält
Detta är en linje som markerar reserverat körfält. Ett reserverat körfält är oftast reserverat för ett visst fordonsslag som t.ex. buss eller andra fordon i linjetrafik. Linjen är av "förstärkt" typ, vilket i allmänhet innebär att den är dubbelt så bred som mitt, eller fillinjer på samma väg. Körfältet är också normalt försett med text som talar om vilket fordonsslag detta körfält är reserverat för.

## Ledlinje
Detta är en ledlinje. Denna visar färdriktningen för att till exempel lättare följa en viss färdriktning i exempelvis en större och mer avancerad vägkorsning.

## Cykelfältslinje
Detta är en cykelfältslinje. Denna markerar att det finns ett fält på vägen avsedd för cyklister.

## Kantlinje
Detta är en kantlinje. Denna finns längst ut på vägen för att markera vägens bredd. Utanför denna finns ibland en vägren men det vanligaste på landsvägar är ändå att denna saknas.

## Heldragen kantlinje
Detta är en heldragen kantlinje. Denna finns längst ut på vägen för att markera vägens bredd. Utanför denna finns ibland en vägren. Heldragen kantlinje är i Sverige vanligast på motorväg och på 2+1-vägar. Det som skiljer en heldragen kantlinje från en streckad är att det är förbjudet för trafikanterna att passera den heldragna kantlinjen. På motorväg och motortrafikled är ofta denna kantlinje räfflad, vilket är avsett att förbättra ljusreflektionen vid våt vägbana. Dessutom ger den en hörbar varning. Om till exempel en bil kör över den räfflade kantlinjen ger däcken ifrån sig ett speciellt ljud som hörs i bilen. Detta ljud är avsett för att varna föraren att denna är för nära kanten. På vägar där många kör långa sträckor beror många olyckor på att en förare somnat. I många andra länder är kantlinjen vanligen heldragen och mer sällan streckad.

## Stopplinje
Detta är en stopplinje. Denna finns vid vägkorsningar där trafikanten har stopplikt. Trafikanten har då skyldighet att köra fram till stopplinjen och ska därefter obligatoriskt alltid stanna före den fortsatta färden. Linjen används även vid trafiksignal för att markera var fordonet ska stanna om signalen så antyder.

## Väjningslinje
De så kallade hajtänderna är en väjningslinje. Denna finns vid vägkorsningar där trafikanten skall lämna annan trafik företräde. Trafikanten har då skyldighet att köra fram till väjningslinjen och ska därefter stanna vid behov före den fortsatta färden. 

## Övergångsställe
Detta är ett övergångsställe. De vita strecken hänvisar fotgängare över vägen.

## Cykelpassage
Detta är en cykelpassage. De vita rutorna, "sockerbitarna", hänvisar cyklister över vägen. Se även cykelöverfart.

## Körfältspilar
Detta är Körfältspilar. Detta visar i körfälten åt vilket håll trafikanterna bör fortsätta färden när de väljer ett körfält. Om körfältet är avgränsat med heldragen linje måste man följa anvisningen.

## Anvisning om körfältsbyte
Denna pil finns då ett körfält tar slut och visar åt vilket håll trafikanterna ska fortsätta färden i det andra körfältet.

## Spärrområde
Detta är ett spärrområde. Trafikanter får ej vistas inom det streckade området. Oftast finns detta i anslutning till refuger och mittbarriärer.

## Texter
Detta är texter som kan finnas på en väg. Den upplyser t.ex. om fordonsslag för reserverade körfält eller kan ge information om att t.ex. stopplikt närmar sig. Det kan också vara vägnummer som en viss fil leder till. Den användningen är ganska ovanlig i Sverige, men förekommer. Vägnummer målade i körfälten är vanliga i vissa länder, och obefintliga i andra.

## Förberedande upplysning om väjningsplikt eller stopplikt
Detta är en förberedande upplysning om väjningsplikt eller stopplikt. Denna upplyser trafikanterna att en väjningsplikt eller stopplikt närmar sig.

## Färdväg för cyklister
Symbol M26, Cykel, markerar en bana eller lämplig färdväg för cyklister och förare av moped klass II. Symbolens orientering säger inget om tillåten färdriktning, alla cykelbanor är dubbelriktade om inget annat explicit anges.
Symbol M25, Gång- och cykelpil, markerar lämplig färdväg för gående eller cyklande och förare av moped klass II..  Pilen används oftast i kombination med cykelsymbolen, se bild.

## Symbol för rörelsehindrad
Detta är en symbol för rörelsehindrad. Denna finns på de funktioner som enbart gäller för rörelsehindrade. Det vanligaste är att de finns på en parkeringsplats för rörelsehindrade. Speciellt tillstånd krävs.

## Uppställningsplats
Detta är linjer som visar uppställningsplatser eller parkeringsplatser.
En parkeringsplats för personfordon bör alltid vara minst 2,5 m bred och 5 m lång vid parallella platser, och 2,0x5m vid längsgående platser. Det förekommer dock både större och mindre platser.

## Busshållplats
Busshållplatser markeras med gul linje. Detta betyder att trafikanterna inte får parkera vid denna. Enbart bussar ska stanna här. Markeringarna kan se något olika ut beroende på plats. Oftast beror dessa skillnader på olika lokala initiativ. Det finns därför egentligen ingen riktig enhetlig standard för detta utan följande tre varianter används.

### Heldragen markering
Denna markering målas på trottoarskanten som en heldragen gul linje och innebär förbud mot att stanna och parkera fordon.
Linjen skall vara 15 cm bred på den horisontella delen av kantstenen samt hela kantstenens höjd.

### Streckad markering
Denna markering målas på trottoarkanten som en streckad gul linje och innebär förbud mot att parkera fordon.

### Markering på gatan
Denna markering målas direkt på gatan och benämns "förstärkt markering". Förbud mot att stanna och parkera eller att parkera. Den ska enligt Vägmärkesförordningen användas då det behövs och tillsammans med någon av de två ovanstående markeringarna.

## Tillfälliga markeringar

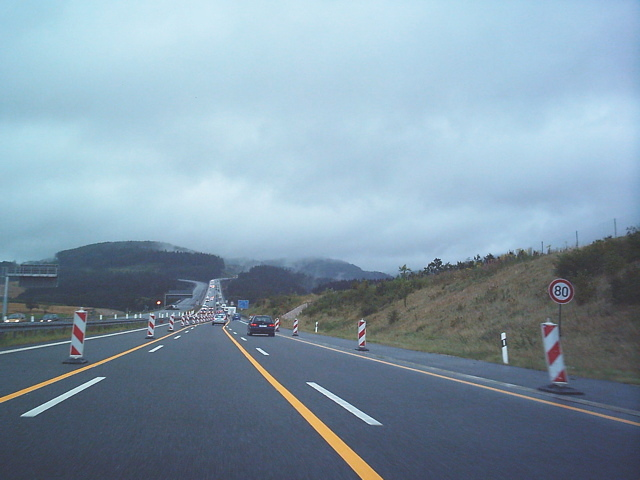
Tillfälliga vägmarkeringar i Tyskland.

I samband med vägarbeten eller liknande kan det finnas tillfälliga vägmarkeringar. De gäller före de ordinarie. 
- I Sverige och Tyskland är de gula.
- I Schweiz och Österrike är de röda.